# Lördagsgodis

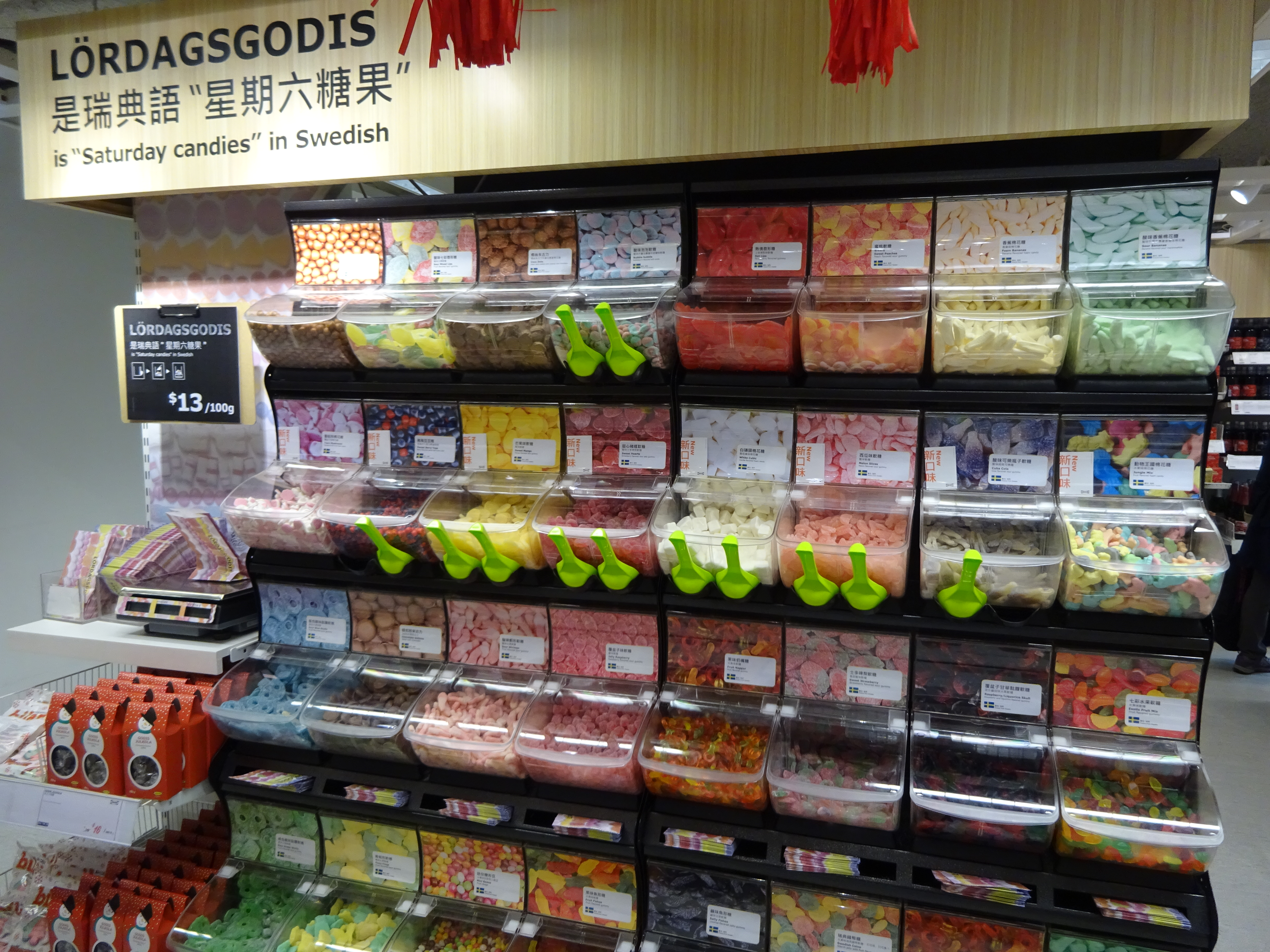
Lördagsgodis marknadsförs av Ikea i Hongkong.

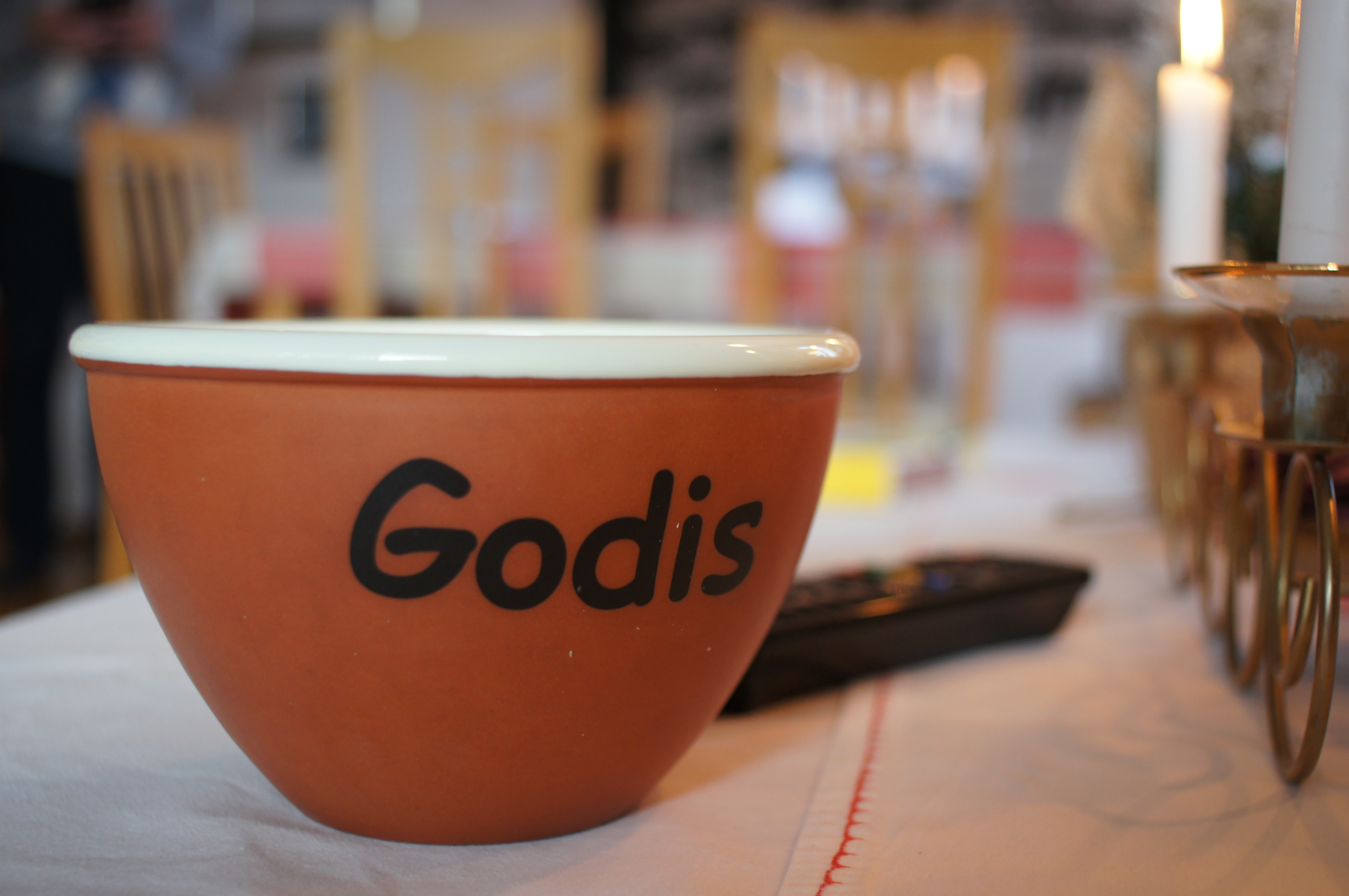
En godisskål.

Lördagsgodis är ett svenskt begrepp för föräldrars och andra målsmäns bestämmelser att deras barn enbart får äta godis en dag i veckan, vanligtvis lördagarna. Ordet är belagt i svenskan sedan 1957.
Genom att barnens godisätande begränsades till en enda dag i veckan, ansågs skulle det inte vålla lika omfattande kariesangrepp som dagligt småätande av godiset. Detta baserades på Medicinalstyrelsens riktlinjer efter resultaten från Vipeholmsexperimenten 1952, att för mycket socker kunde ge hål i tänderna. Senare har studier gjorts som visat att det är den totala mängden sockerintag och inte frekvensen som är avgörande för utvecklingen av karies, bland annat vid en finländsk studie som publicerades i januari 2016.
Lösgodiset blev alltmer lättillgängligt i butikerna i Sverige från och med 1985 då hälsovårdsnämnden tillät självplock av godis för kunderna. Detta gjorde att begreppet lördagsgodis blev allt vanligare i Sverige. Seden var relativt allmänt accepterad i Sverige från 1950-talet. Att lördagsgodis levt kvar har även med andra orsaker än tandhygien att göra, bland annat att hög sockerkonsumtion även medför andra risker som fetma och näringsbrist. De flesta barn älskar godis men har svårt att själva begränsa intaget. Genom att koncentrera konsumtionen till en specifik dag i veckan kan vårdnadshavare skapa rutin för godisätandet, men samtidigt få mer kontroll över barnens och även sin egen konsumtion än vid impulskonsumtion. Barndietisten och författaren Sara Ask anser dock inte att lördagsgodis måste innebära strikta regler, utan att barnen kan konsumera godsaker även vid enstaka andra tillfällen, men att det då helst bör ske på vuxnas initiativ och inte efter tjat och skrik från barnen. När barnen är omkring 7–10 år kan de börja få veckopeng och köpa sitt eget lördagsgodis.